# Klockpyrola
Klockpyrola (Pyrola media) är en flerårig ört som förekommer i Europa och österut till Ryssland, Mongoliet, Kina och Centralasien. Den kan påträffas i hela Sverige, men inte är så vanlig. Arten växer på mossrik mark, ofta i barrskogar.
Klockpyrolan blir 1,5-3 dm hög. Den blommar i juni till juli med små vita eller rosa blommor som är klockformade och sitter i en gles klase. Bladen är ljusgröna, matta och rundade men med en spetsig bas i en rosett och stjälken är lång och med ett litet fjäll på.

## Synonymer
- Amelia media (Sw.) Alef., 1856
- Pyrola convallariifolia Genty, 1890
- Pyrola minor subsp. media (Sw.) Bonnier & Layens, 1894
- Thelaia media (Sw.) Alef., 1862